# Osterholz (Bremen)
Osterholz (Plattdeutsch Oosterholt) ist ein Stadtteil von Bremen und gehört zum Bremer Stadtbezirk Ost.

## Geografie und Ortsteile
Osterholz befindet sich etwa acht Kilometer östlich entfernt vom Bremer Stadtzentrum. An Osterholz grenzen die zum Stadtteil Hemelingen gehörigen Ortsteile Mahndorf im Süden, Arbergen im Südwesten und Sebaldsbrück im Westen, der Stadtteil Vahr im Nordwesten, und der Stadtteil Oberneuland im Norden, sowie jenseits der Bundesautobahn 27 die Gemeinde Oyten im Osten.
Die Mitte des Stadtteils mit dem ehemaligen Dorf Ellen liegt auf einer Geestinsel, die sich von der Osterholzer Dorfstraße im Süden bis zur Straße Grenzwehr im Norden erstreckt und vom Osterholzer Friedhof im Westen bis Am Hahnenkamp im Osten. Das Marschgebiet nordöstlich davon wird vom Hollerfleet entwässert, das oberhalb von Borgfeld in die Wümme mündet. Westlich und südlich erstreckt sich das Ursprungsgebiet der Kleinen Wümme.

### Ellener Feld
Geografische Lage: 53° 3′ 57″ N, 8° 55′ 42″ O
Fläche: 1,55 km², 3.551 Einwohner (2.291 Einwohner je km²)
Der Ortsteil umfasst den Osterholzer Friedhof und die östlich angrenzende kleinteilige Wohnbebauung bis zur Osterholzer Landstraße. Er entspricht dem westlichen Teil des alten Dorfes Ellen und, südlich von Kämenadeweg und An der Kämenade, des Osterholzer Kornfeldes.

### Ellenerbrok-Schevemoor
Geografische Lage: 53° 4′ 17″ N, 8° 56′ 58″ O
Fläche: 2,23 km², 12.557 Einwohner (5.630 Einwohner je km²)
Der junge Ortsteil entstand bis auf einige Gebäude an der Osterholzer Heerstraße nach 1945.
Die dreizügige Grundschule am Ellenerbrokweg von 1969 hat etwa 280 Schüler und 30 Mitarbeiter (Stand 2021).

Die Schule Osterholz, Osterholzer Heerstraße 160 und Oewerweg, ist eine vierzügige Grundschule mit (2021) rund 310 Schülern und um 35 Mitarbeitern und sie hat Gebäude von 1852, 1914 und nach 1990.

Die Freie Waldorfschule Bremen-Osterholz befindet sich seit 2009 in den Gebäuden des zuvor geschlossenen Schulzentrums Graubündener Straße. Sie ist eine Gesamtschule und hat rund 400 Schüler.
Die Ev. Kirchengemeinde Ellener Brok an der Graubündener Straße hat im Januar 2008 mit der Ev. Kirchengemeinde Blockdiek und der Ev. Kirchengemeinde Tenever fusioniert zur Evangelischen Trinitatisgemeinde Bremen. Die drei Kirchen mit ihren Gemeindezentren und Kindergärten bleiben erhalten und setzen – neben der seelsorgerischen Arbeit – inhaltliche Schwerpunkte. Für Ellener Brok sind das Konfirmanden- und Jugendarbeit, sowie Bildungsangebote für Erwachsene (Seminare, Literaturkreise, Gedächtnistraining). Das 1968–1969 errichtete Gemeindezentrum des Architekten Hermann Brede war der erste ganz in Sichtbeton geschaffene Sakralbau in Bremen. Er ist dem damals international verbreiteten Stil des Brutalismus (von béton brut = schalungsrauer Sichtbeton) verpflichtet. Die Kirche wurde am 31. Mai 2015 entwidmet und 2017 abgerissen.

### Tenever
Geografische Lage: 53° 3′ 46″ N, 8° 57′ 50″ O

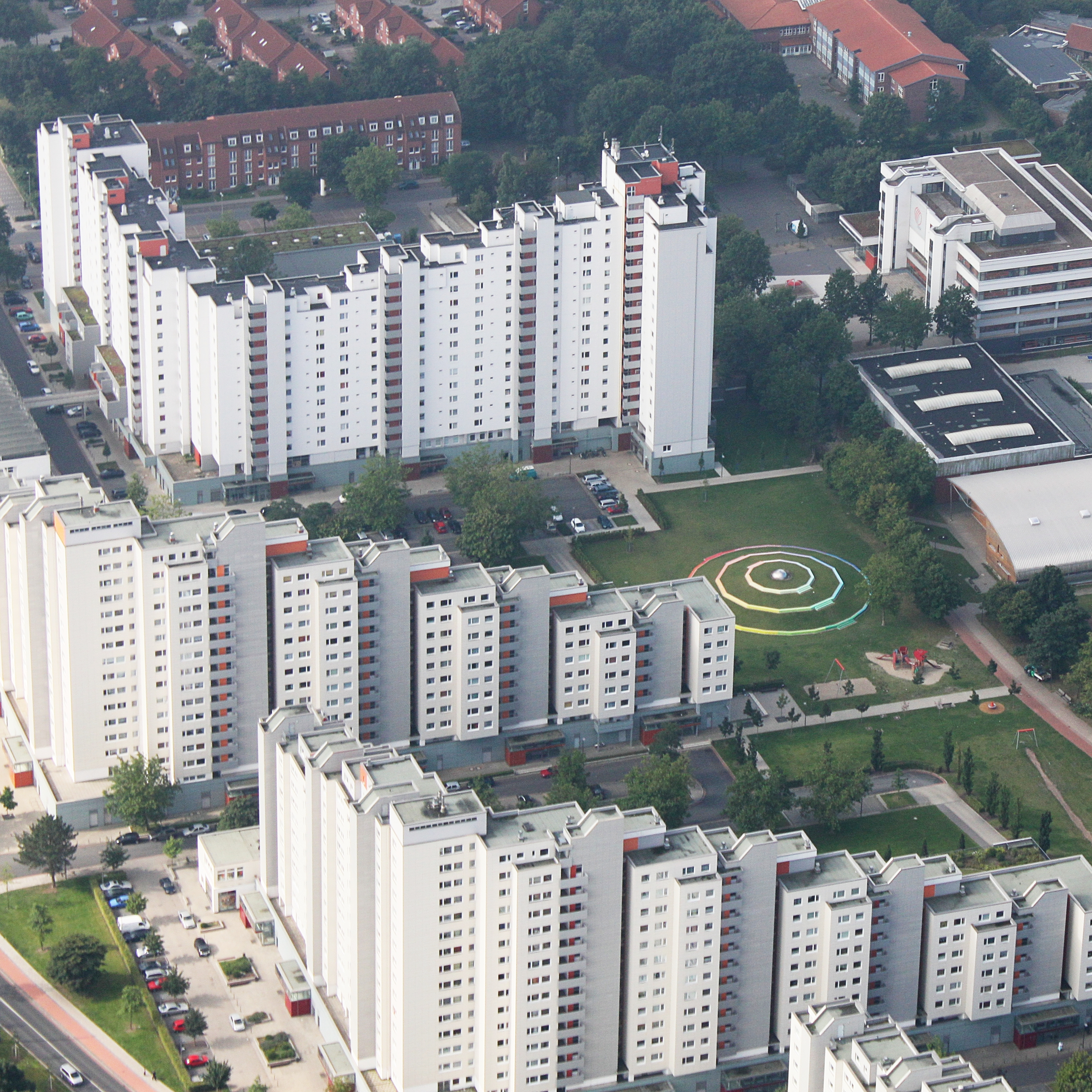
Teilbereich der Großwohnsiedlung Tenever aus der Luft

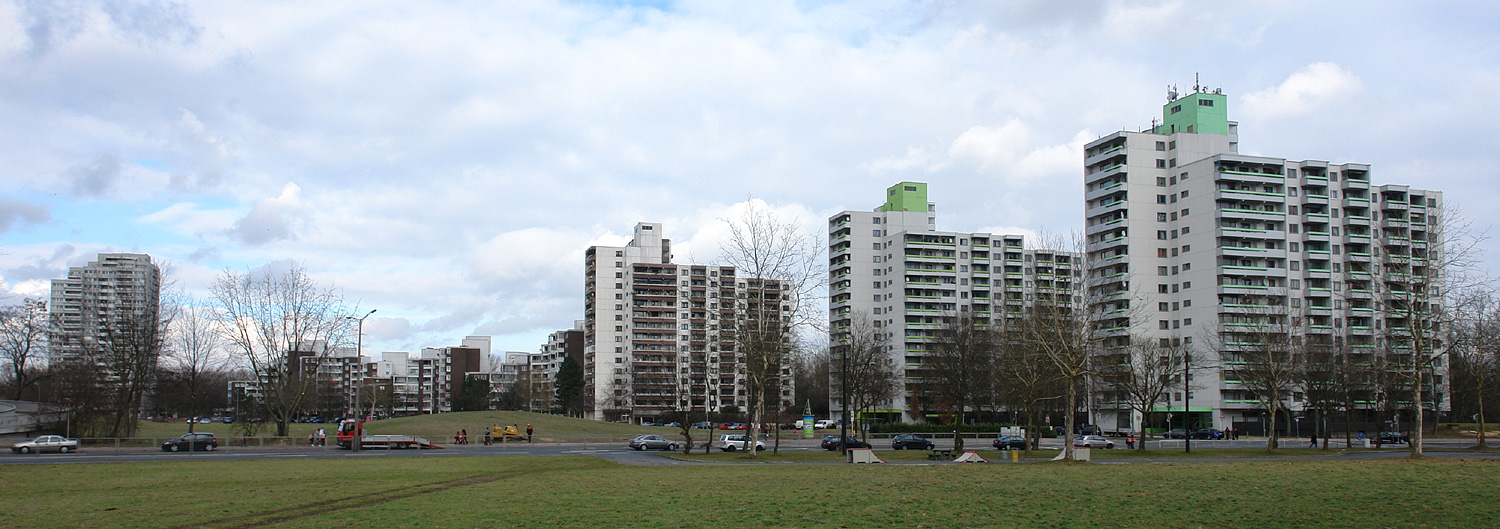
Blick von der Otto-Brenner-Allee auf die Neuwieder Straße

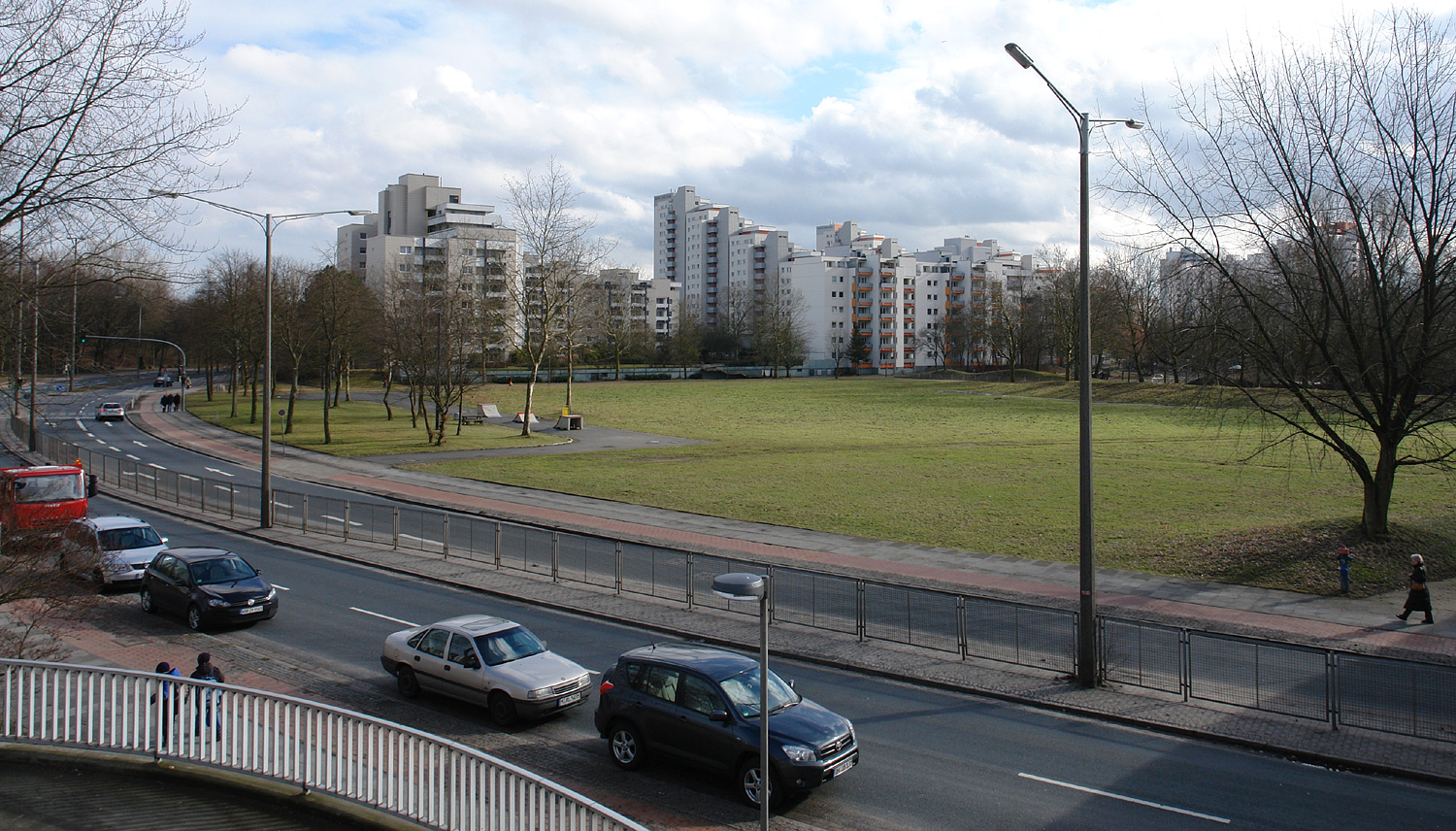
Blick über die Otto-Brenner-Allee auf den Pfälzer Weg

Fläche: 2,54 km², 10.369 Einwohner (4.082 Einwohner je km²)
Der Name des Ortsteils bedeutet ‚Zum Ufer‘, wie aus der früheren Schreibweise Tenöver noch besser zu erkennen war, und erklärt sich aus der Lage im Randbereich der Wümmewiesen östlich der Ellener Geestinsel.
In den 1970er Jahren wurde hier eine Großwohnsiedlung mit zahlreichen Wohnblocks mit bis zu 21 Etagen und insgesamt über 2500 Wohnungen gebaut. Geplant waren für das „Demonstrativbauvorhaben“ und „beispielhafter Siedlungsbau“ 4600 Wohnungen nach dem Leitbild der Architekten „Urbanität durch Dichte“ – doch die Wohnungen ließen sich nur schwer vermieten.
2004 wurde damit begonnen, den Ortsteil zu sanieren und etwa ein Drittel dieser Wohnblocks abzureißen, geleitet durch die zu diesem Zweck gegründete Osterholz-Tenever-Grundstücksgesellschaft. Bereits abgerissen sind der so genannte Kessler Block und Block 410, auf den Flächen wurden Naturwiesen und eine Skaterbahn eingerichtet. Durch neue Konzepte und eine Verlängerung der Straßenbahnlinie 1 soll der Stadtteil wieder attraktiver gemacht werden, nachdem zeitweise über 50 % der Wohnungen leer standen. Im Stadtteil wohnen Menschen über 80 verschiedener Nationalitäten. Die Umbaumaßnahmen im Rahmen des Förderprogramms Stadtumbau West wurden 2009 beendet.
Die Ev. Kirchengemeinde Tenever an der Sankt-Gotthard-Straße hat zum 1. Januar 2008 mit der Ev. Kirchengemeinde Blockdiek und der Ev. Kirchengemeinde Ellener Brok fusioniert zur Evangelischen Trinitatisgemeinde Bremen. Die drei Kirchen mit ihren Gemeindezentren und Kindergärten bleiben erhalten und setzen – neben der seelsorgerischen Arbeit – inhaltliche Schwerpunkte. Für Tenever sind es das Gemeindebüro und generationsübergreifende Angebote.

### Osterholz
Geografische Lage: 53° 3′ 14″ N, 8° 56′ 32″ O

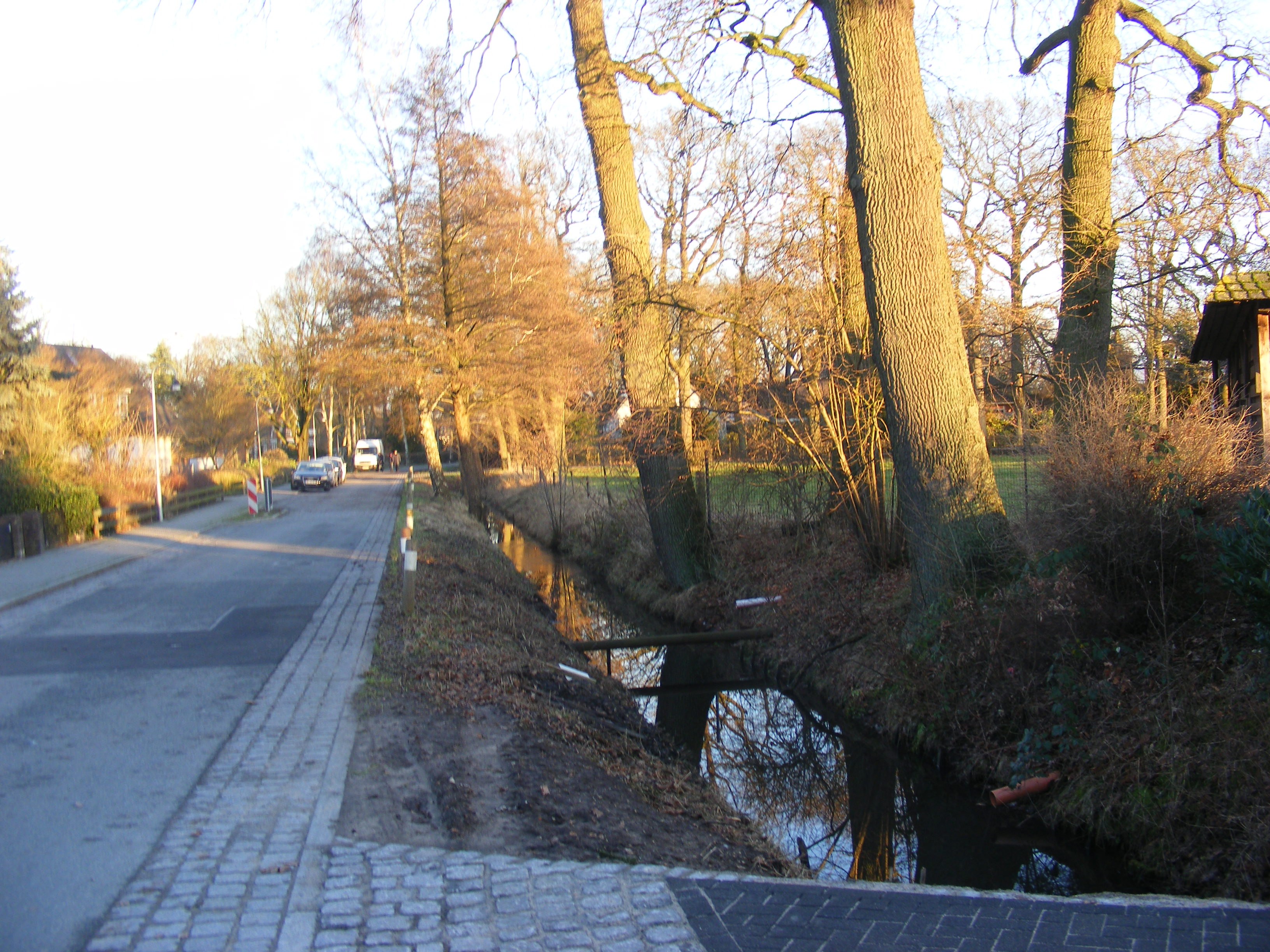
Osterholzer Dorfstraße mit Holter Fleet

Fläche: 5,36 km², 5.967 Einwohner (1.113 Einwohner je km²)
Der Ortsteil Osterholz ist durch die Osterholzer Heerstraße von den anderen Ortsteilen getrennt.
Er besteht aus verschiedenen Teilen unterschiedlichen Charakters:
Das alte Dorf erstreckt sich entlang der Osterholzer Dorfstraße und des Holter Fleetes. Obwohl zu den alten Höfen neue Einfamilienhäuser gekommen sind, wirkt es immer noch dörflich. Das Bauernhaus Osterholzer Dorfstraße 29 steht unter Denkmalschutz.
In den 1930er bis 1970er Jahren entstand im Osten der Osterholzer Feldmark zwischen Ehlersdamm und Osterholzer Fleet ein ausgedehntes Wohngebiet, und ein kleines Gebiet westlich des Dorfes wurde in die „Eisenbahnersiedlung“ in Sebaldsbrück einbezogen.
Entlang der Osterholzer Heerstraße siedelten sich Gewerbebetriebe an. Um 1990 entstand östlich des Osterholzer Fleets ein ausgedehntes Gewerbegebiet mit einigen Bau- und Fachmärkten und dem Einkaufszentrum Weserpark – einem der größten in Norddeutschland.
Seit um 2000 wird zwischen der Osterholzer Heerstraße und der alten Dorflage ein neues Wohngebiet angelegt.
Umstritten ist die seit Jahren erwogene Bebauung der Osterholzer Feldmark südlich des alten Dorfes.

### Blockdiek
Geografische Lage: 53° 4′ 33″ N, 8° 55′ 28″ O

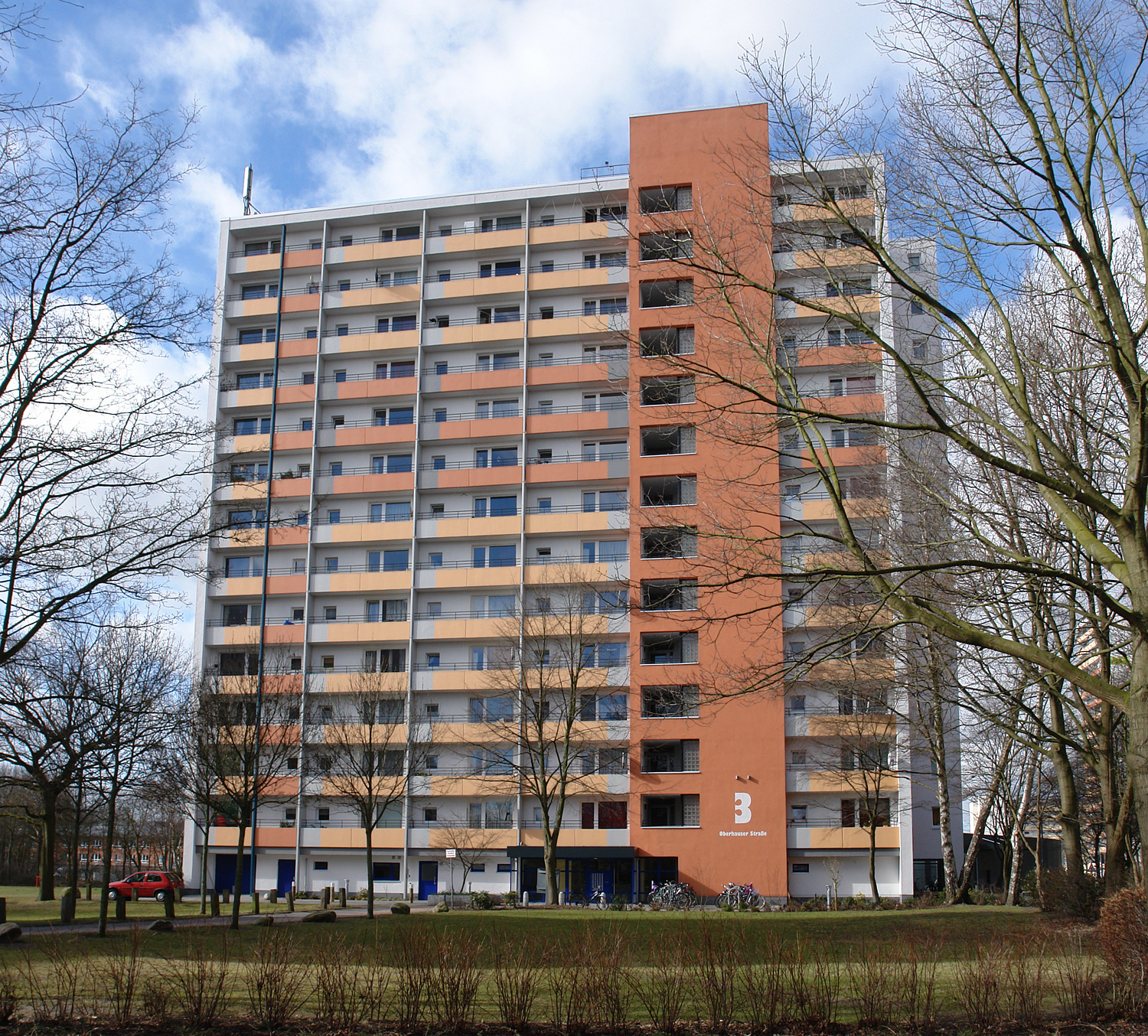
Hochhaus Oberhauser Straße, Ortsteil Blockdiek

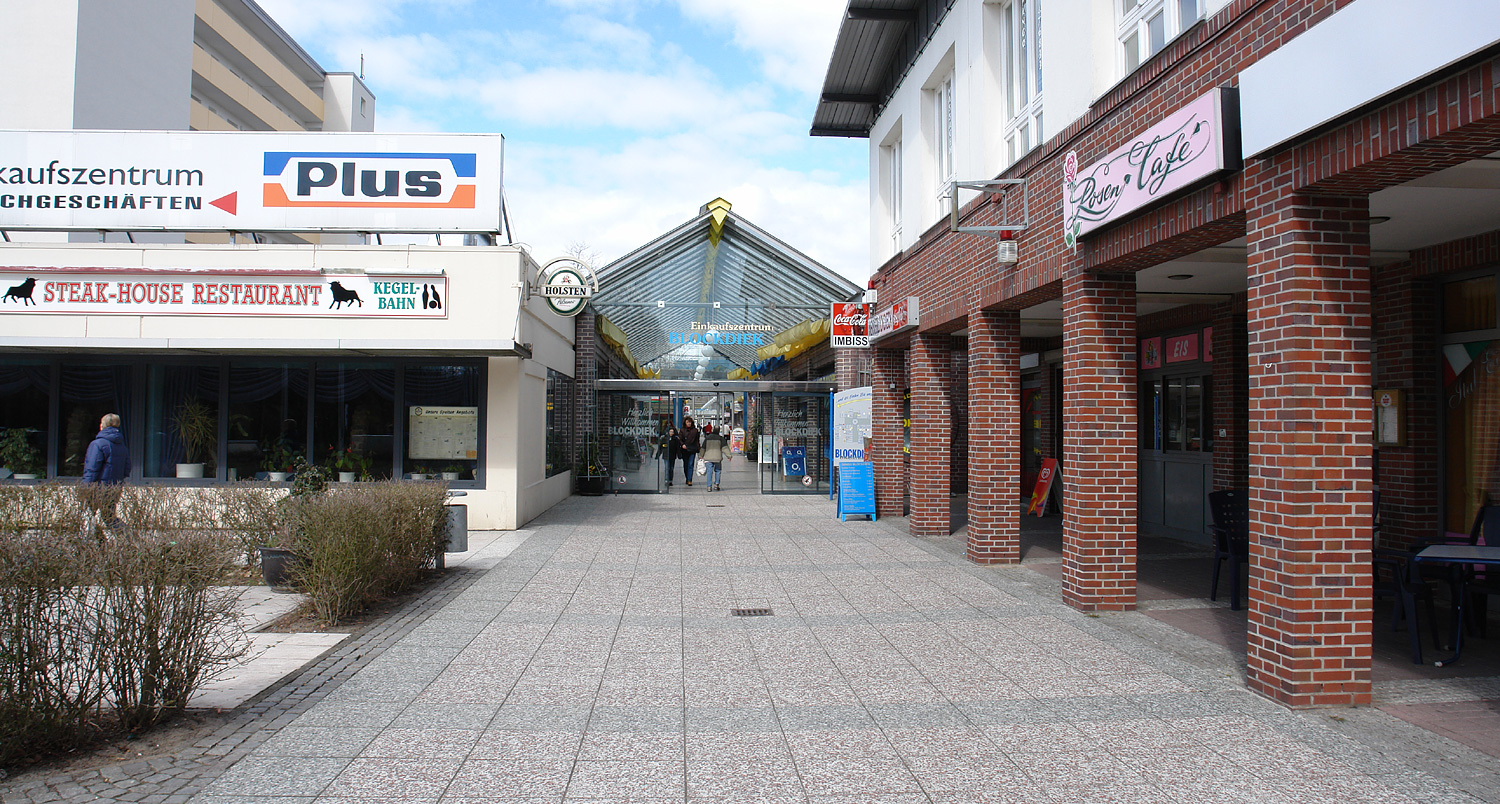
Eingang zum Einkaufszentrum Blockdiek

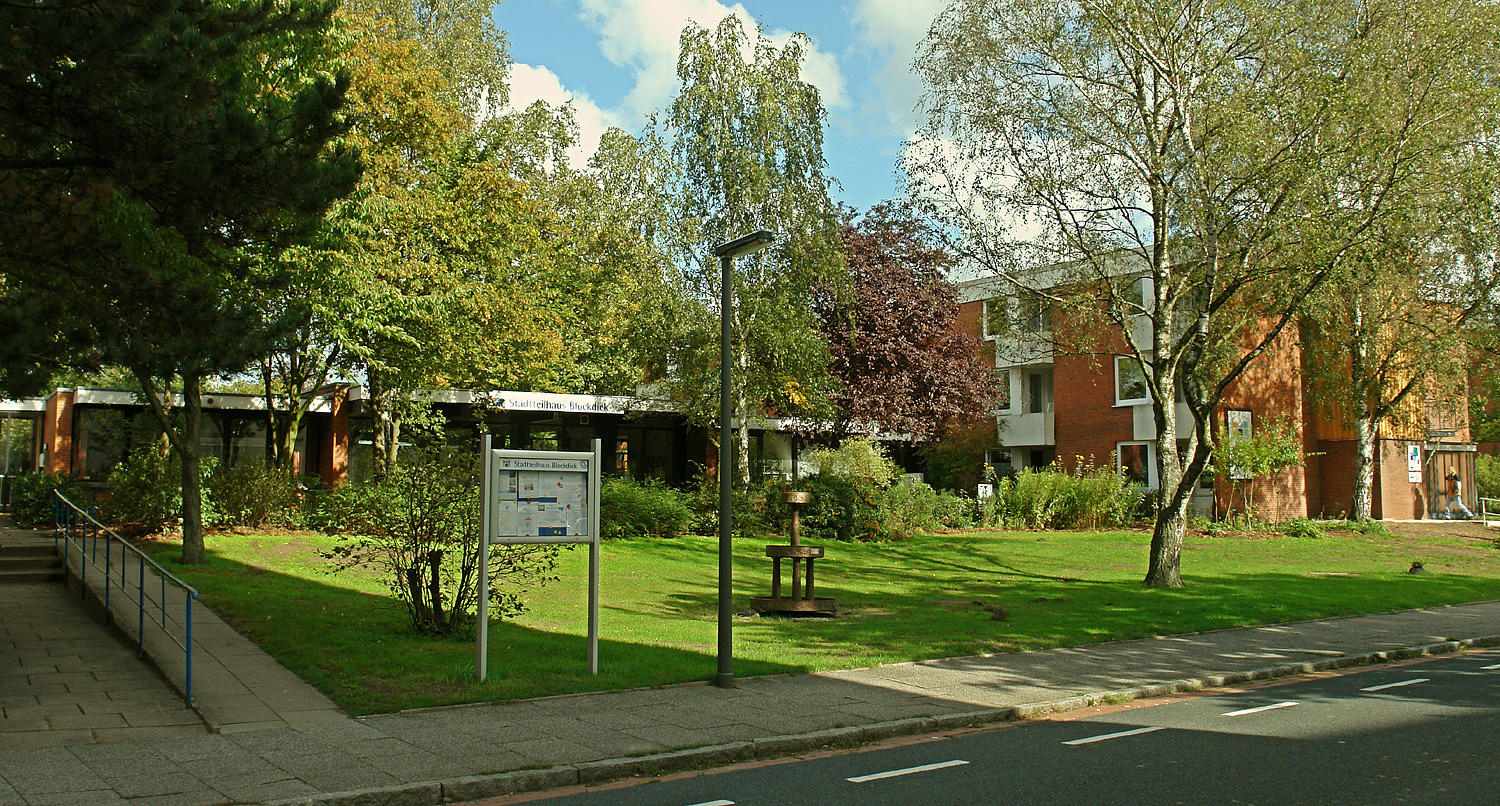
Stadtteilhaus der Bremer Heimstiftung

Fläche: 1,21 km², 6.633 Einwohner (5.482 Einwohner je km²)
Der Ortsteil Blockdiek ist von 1965 bis 1970 im Anschluss an die Neue Vahr entstanden. Der Name weist auf den ursprünglichen Zustand des kultivierten Landes hin. Er wird abgeleitet von Diek (Deich) über einen Brock oder Block, ein tiefer gelegenen Gebiet. Über Vorfluter und Gräben wird der Grundwasserpegel im Stadtteil mit einer Entwässerungsanlage konstant gehalten. Diese Aufgabe obliegt dem Bremischen Deichverband am rechten Weserufer.
Die für rund 10.000 Einwohner angelegte Großsiedlung Blockdiek ist in drei Quartiere gegliedert, die über eine Straße an die Ludwig-Roselius-Allee angebunden sind. Bauherrn war die Neue Heimat Bremen und Architekt Roland Birnstein. Die Bebauung stuft von Atrium- und Reihenhäusern über viergeschossige Blocks in hofbildenden Mustern und findet einen Abschluss zur Hauptstraße (Ludwig-Roselius-Allee) mit zwei 14- und 18-geschossigen Hochhäusern und einem Einkaufszentrum.
Umgeben ist Blockdiek vom Osterholzer Friedhof, Kleingartengebieten und dem Achterdieksee jenseits der Bundesautobahn 27.
Die Grundschule an der Düsseldorfer Straße besteht seit 1967. Die drei- und vierzügige Grundschule ist heute (2008) eine Ganztagsschule mit etwa 310 Schülern und 28 Lehrern, Erziehern und Sozialpädagogen. Zum Profil als bewegte Schule gehören Projektarbeit und Arbeitsgruppen wie Zirkus, Theater, Kunst, Streitschlichter, sowie eine Kooperation mit der Kunsthalle Bremen.
Seit 2009 unterstützt das Quartiersbildungszentrum Blockdiek die Förderung der Bildungsbedingungen von Kindern und ihren Eltern. Es nutzt sechs Gruppen- und Arbeitsräume an der Grundschule und befindet sich in Trägerschaft der Hans-Wendt-Stiftung. Das Angebot für Kinder und Eltern besteht in Beratung, Kursen und Gruppenarbeit sowie bürgerschaftlichem Engagement.
Die Evangelische Kirchengemeinde Blockdiek an der Günther-Hafemann-Straße hat im Januar 2008 mit der Evangelischen Kirchengemeinde Ellener Brok und der Evangelischen Kirchengemeinde Tenever fusioniert zur Evangelischen Trinitatisgemeinde Bremen. Die drei Kirchen mit ihren Gemeindezentren und Kindergärten blieben erhalten. Die Gebäude der Kirche Ellenerbrok wurden nach 2015 abgerissen.

## Geschichte

### Urgeschichte
Gestaltet wurde die Landschaft von den verschiedenen Eiszeiten – das Pleistozän – und den dazwischen liegenden Wärmeperioden. Das Urstromtal der Weser prägte auch die Osterholzer Landschaft mit Sandplatten, Sümpfen und Kleinmooren.
In der jüngeren Steinzeit – etwa ab 4.000 v. Chr. – kann eine frühe Besiedlung der Marschen stattgefunden haben.
Um 200–300 v. Chr. erfolgte die Besiedlung durch die germanischen Chauken, belegt durch Funde u. a. auf dem heutigen Gelände der Daimler AG und Urnengräber aus der Eisenzeit im Bereich der Stieglitzstraße und Am Hallacker sowie Siedlungsreste an der Ellener Dorfstraße.

### Mittelalter und Neuzeit bis 1850

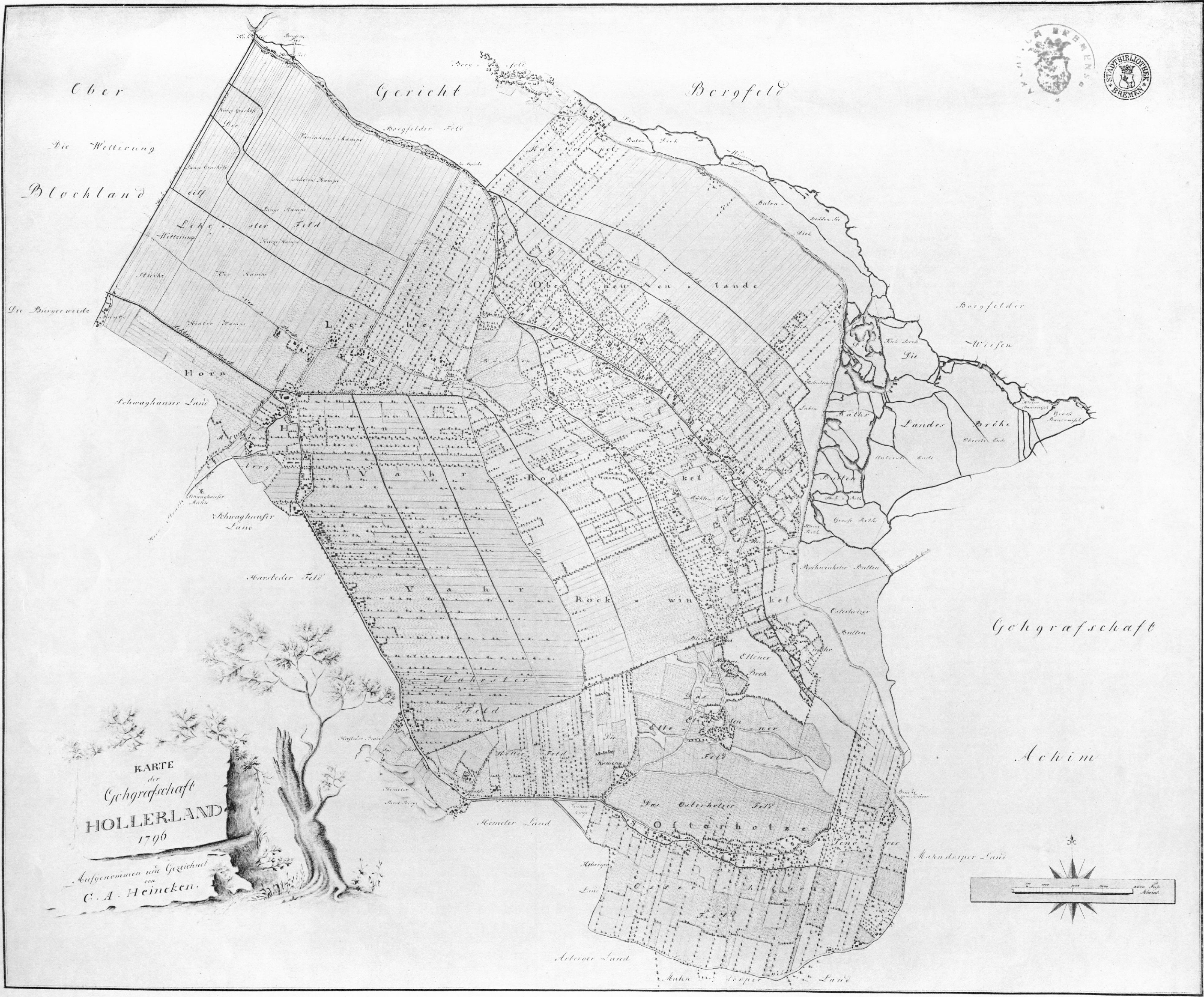
Osterholz(e) im Süden der stadtbremischen Gohgrafschaft Hollerland, 1796

Osterholz wurde als Osterholt(e) (Holz im Osten) 1181 erstmals urkundlich erwähnt, als der Erzbischof von Bremen einen Vertrag mit holländischen Siedlern über die Siedlung in den Gebieten Overnigelant, Rockwinkil, Osterholt et Vurhult abschloss. Osterholz – 1246 auch Hosterholte geschrieben – gehörte dann 1426 zum Goh des Hollerlandes. Osterholz gehörte bis 1936 zum Kirchspiel Oberneuland; danach gab es eine eigene Kirchgemeinde mit einer Kirche.
Tenever hieß um 1246 Tedenevere, dann auch Thedenevere, Teddenervere und später Tenöver. Durch seine Lage an einem kleinen Fluss wird der Name Tenöver oder To'n Oever – also am oder über dem Wasserlauf – gedeutet.
Das Dorf Ellen wurde 1300 als Elen erwähnt und 1354 als Elne bezeichnet. Dieser am höchsten gelegene Ort gehörte seit 1426 wie Osterholz zum Goh Hollerland und später zur Landgemeinde Osterholz. Bis 1377 gehörte der Ort zum Kirchspiel Arbergen, dann Oberneuland und ab 1936 zum Kirchspiel Osterholz.
Das Schevemoor, also das schiefe Moor, war eine Allmende – eine gemeinschaftlich genutzte Weidefläche – der Osterholzer Siedler. Auch Schevemoor gehörte zum Goh Hollerland und war immer ein Teil von Osterholz.
Die ersten fünfzehn Siedler in Osterholz waren noch freie Hüfner also Vollbauern. Sie hatten stattliche Höfe die um 40 Hektar groß waren. Die Kirche und der Adel folgten in die großen Landgebiete. Die freien Bauern verloren über die Jahrhunderte ihre Freiheit und gerieten in ein meierrechtliches Abhängigkeitsverhältnis der adligen Grundherren. Erst Mitte des 19. Jahrhunderts besserte sich die rechtliche Situation. Nun waren es die besitzenden Bauern, die Osterholz beherrschten.
Nach dem Klassenwahlrecht in Bremen (siehe hier) von 1854 hatten die 32 Wähler der ersten beiden Klassen (15 Vollbauern, 11 Halbbauern, 1 Eindrittelbauer, 5 Kötner) 530 Stimmen und die 183 Wähler der dritten und vierten Klasse (68 Brinksitzer und 115 Häusler) nur 251 Stimmen.

#### Entwicklung der Infrastruktur
1670 gab es in Osterholz erstmals eine eigene Schule. 1812 lebten nur 433 Einwohner in Osterholz. Von 1810 bis 1813 wurde die den Ortsteil erschließende aber später trennende Osterholzer Heerstraße ausgebaut. Südlich der Straße blieben die ländlichen Gebiete erhalten, nördlich hingegen entwickelten sich zunehmend bebaute, städtische Strukturen. 1836 entstand eine Windmühle, die 1935 teilweise abbrannte und mit Motorkraft bis Ende des 20. Jahrhunderts betrieben wurde. Von 1847 an bestand auch eine Öl- und Papiermühle.
Bis zur Mitte des 19. Jahrhunderts wurde Osterholz durch die Bauernhöfe und die Landgüter geprägt. Bemerkenswert war das Landgut zwischen Osterholzer Heerstraße und Hans-Bredow-Straße, das die Familie des Bürgermeisters Georg Gröning seit 1815 besaß. Danach sollte es als Residenz des Hannoverschen Konsuls August Brauer dienen. 1951 wurden die Gutshäuser abgerissen. Das älteste, noch erhaltene Fachwerkgebäude ist die Hofstelle der Familie Lachmund, die 1755 gebaut wurde.
Bereits im 14. Jahrhundert besaß die Familie des bekannten Bürgermeisters von Büren ein Gut in Tenever an der Osterholzer Heerstraße. Im 18. Jahrhundert erwarb der Kaufmann Gerhard Oelrichs (Großvater von Johann Carl Conrad Oelrichs) das um 55 Hektar große Gut. Heute ist hier das Altenheim der Egestorff-Stiftung.
Die Höfe der Bauern waren dagegen viel bescheidener. Der Kaufmann Heinrich Gottlieb Ehlers bewirtschaftete im 19. Jahrhundert einen kleinen Hof mit 1,5 Hektar Fläche und verkaufte ihn 1922 an die Domgemeinde für die Einrichtung des Waisenhauses St. Petri.
Auf Teilen der Bauernstelle von Johann Kropp wurde an der Osterholzer Heerstraße nach 1882 ein kleiner Park angelegt und eine Gutsanlage gebaut, die heute das Ortsamt Osterholz beherbergt.

### Entwicklungen nach 1850

#### Psychiatrie in Ellen und Osterholz
Im 18. Jahrhundert sollte der Rockwinkler Arzt Friedrich Engelken die „familiale Irrenpflege“ einführen. 1884 waren 112 Pfleglinge bei 58 Familien untergebracht und in den 1930er Jahren lebten über 200 ehemalige Patienten in der Familienlandpflege. Von 1900 bis 1904 bzw. 1907 bis 1915 entstand nach Plänen der Architekten Hugo Wagner und Hans Ohnesorge das St.-Jürgen-Asyl für ca. 300 Geistes- und Nervenkranke im Dorf Ellen. Auf 14 Hektar entwickelte sich ein kleiner Ort im Ort. Häuser und Anlage stehen heute unter Denkmalschutz (siehe Liste der Kulturdenkmäler in Osterholz). 1910 lebten in der Anstalt 553 Patienten und 191 Angestellte und Ende 1938 waren es 851 Patienten und 250 Mitarbeiter. In der Zeit des Nationalsozialismus wurden dann 409 kranke Menschen ermordet. Nach 1950 bis 1970 wurde die psychiatrische Krankenversorgung grundlegend verändert. 1977 wurde das neue Krankenhaus Ost als Großklinikum eröffnet.

#### Ellener Hof
1847 entstand nach dem Vorbild des Rauen Hauses eine Erziehungsanstalt für verwahrloste Kinder für zunächst 50 „Zöglinge“. 1930 gab es 100 Heimplätze und nach erfolgten Anbauten waren es 1968 nunmehr 163 Jungen. Seit einigen Jahren betreibt der Verein Ellener Hof auf dem Gelände eine Seniorenwohnanlage mit betreutem Wohnen.

#### Sozialeinrichtungen
St. Petri-Waisenhaus: 1922 wurde das St.-Petri-Waisenhaus an der Osterholzer Dorfstraße für 12 Kinder eröffnet. 1926 lebten hier 50 Jungen. Auch heute bietet die Kinder- und Jugendhilfe Hilfen in Heim- und Hortplätzen an.

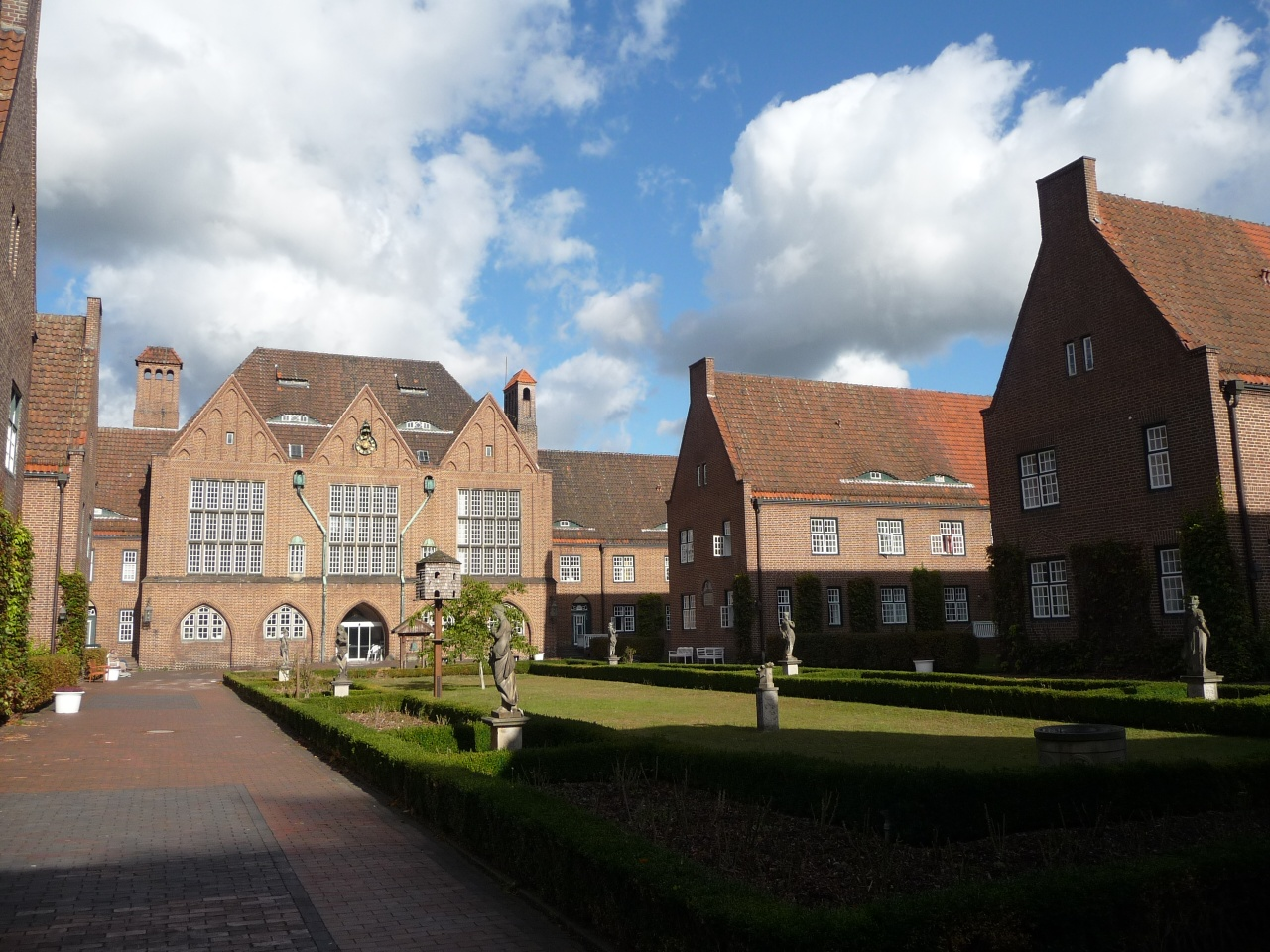
Innenhof der Egestorff-Stiftung

Altenheim der Egestorff-Stiftung: Das Herrenhaus von 1857 nach Plänen von Büren-Oelrichs und die Nebengebäude sowie das Gelände des Altenheims der Egestorff-Stiftung – Osterholzer Heerstraße 192 – wurde von Johann Heinrich Egestorff (1859–1905) testamentarisch gestiftet. Nach 1905 bis 1912 erfolgte nach Plänen von Werner Heyberger der Bau des Altenheims und des Landschaftsgartens mit seinen Skulpturen aus dem 18. bis 20. Jahrhunderts. Über 200 Senioren lebten danach in dem Heim. Nach erfolgten Um- und Erweiterungsbauten lebten um 1960 circa 350 ältere Menschen in dem Heim. (Homepage der Egestorff-Stiftung siehe unter Weblinks)
Das Mütter- und Säuglingsheim in Tenever bestand von 1910 und hatte 1925 Platz für hundert Säuglinge und Kleinkinder und für 30–40 Mütter. Der Gebäudekomplex wurde 1959 für den Wohnungsneubau abgerissen.

#### Osterholzer Friedhof
1907 mussten für Bremen die Friedhofsflächen ausgebaut werden. Es entstand nach Plänen des Gartenbaudirektors Paul Freye und des Architekten Franz Seeck der Osterholzer Friedhof. Die bis 1910 als Bauernhof genutzte Fläche wurde 1920 als Friedhof eingeweiht. Mit über 80 Hektar Fläche für über 100.000 Ruhestätten ist er derzeit der größte Friedhof von Bremen.

#### Ausbau
Osterholz ist überwiegend ein Wohnort. Gewerbe und Industrie siedelte sich ab Ende des 19. Jahrhunderts im angrenzenden Sebaldsbrück und Hemelingen an. 1920 eröffnete die Straßenbahnlinie 12 – die bis zum Osterholzer Friedhof führte – den Betrieb und 1926 wurde die Bahn bis zur Osterholzer Landstraße verlängert jedoch 1939 wieder zurückgebaut. Busse versorgten danach den Stadtteil.

#### Wohnungsbau in Osterholz
In den 1930er Jahren erlebte Osterholz einen baulichen Aufschwung. 47 Kleinsiedlerstellen entstanden an der Oyterstraße, 30 Häuser am Oewerweg, 160 Wohnungen in der Rahdelandsiedlung, 90 Wohnungen in der Focke-Wulf-Siedlung am Osterholzer Friedhof. 1938 entstand die Kuhkampsiedlung.

#### Zeit des Nationalsozialismus
1933 musste Georg Schumacher als SPD-Mitglied sein Amt als Gemeindevorsteher aufgeben. Die Nationalsozialisten beherrschen nun alle Ämter, die Vereine und die Besiedlung. Für SA-Mitglieder wurden neue Wohnungen reserviert. Reichsbanner- und SPD-Mitglieder erfahren Repressalien und werden aus den staatlichen Betrieben entlassen. Zwangsarbeiterlager wurden im Zweiten Weltkrieg eingerichtet u. a. westlich vom Osterholzer Friedhof, am Oewerweg und an der Osterholzer Heerstraße sowie bei der Ellener Siedlung.

### Nach 1945
1921 wurde der städtische Teil von Osterholz Teil des Stadtgebiets von Bremen. Osterholz wurde zum 1. Dezember 1945 gänzlich eingemeindet. Seit dem 14. Dezember 1946 ist für alle örtlichen und öffentlichen Aufgaben das Ortsamt Osterholz zuständig, welches von einem Beirat begleitet wird.

#### Wohnungsbau
Um 1956/58 wurden die Wohnsiedlungen im Ellener Feld erstellt.

Ab den 1960er Jahren erfolgte nach dem Bau der Großwohnsiedlung Vahr der Bau einer größeren Wohnsiedlung in Blockdiek mit Hochhäusern und Wohnblocks umgeben von Reihen- und Einfamilienhäusern.

Im Ellenerbrok entstand von um 1965 bis 1972 die neue Wohnsiedlung.

In den 1970er Jahren wurde in Tenever eine Großwohnsiedlung als „Demonstrationsbauvorhaben“ nach städtebaulichen Rahmenplanungen von Gerhard G. Dittrich mit 2769 Wohnungen gebaut. Bauträger war u. a. die Neue Heimat. Bis zu 21-geschossige Wohnhochhäuser entstanden und eine Fußgängerzone in der 1. Ebene. „Klein Manhattan“, wie es im Volksmund bezeichnet wurde, wurde ab 2005 umstrukturiert. Rund 750 Wohnungen wurden abgerissen sowie viele Gebäude und Wohnungen saniert. Die besondere Laufebene verschwand.

#### Schulen
Die rasante Bevölkerungsentwicklung machte es erforderlich die vorhandene Schule auszubauen (1947: 28 Klassen und 1233 Schüler) und neue Schulen im Ellener Feld, an der Graubündener Straße, in Blockdiek und in Tenever zu errichten.

1972 entstand die Gesamtschule Bremen-Ost (GSO) an der Walliser Straße als integrierte Gesamtschule mit heutigem Ganztagsbetrieb.

#### Kirchen in Osterholz
Die evangelische Dankeskirche wurde 1936 gebaut, im Krieg zerstört und 1967 abgerissen.
In einigen Neubaugebieten wurden zunächst „Nur-Dach-Kirchen“ aus Holz – sogenannte Notkirchen – aufgestellt, die nach Fertigstellung eines Gemeindezentrums wieder verschwanden.
Bis 1970 wurde nach Plänen von Hermann Brede das evangelische Gemeindezentrum Ellener Brok an der Graubündener-Straße gebaut.

Mit einer Notkirche startete 1966 die Evangelische Kirche in Blockdiek, die 1971 ein Gemeindezentrum mit Kirche erhielt.
Später entstand das evangelische Gemeindezentrum in Tenever. Die drei evangelischen Gemeinden fusionierten im Januar 2008 zur Evangelischen Trinitatisgemeinde Bremen.
Mit einer Notkirche begann 1968 auch die katholische Gemeinde St. Thomas am Grenzwehr. Der Neubau wurde 1985 nach Plänen von Flügger und Schleuter (Bremen) erstellt. Die katholische St.-Antonius-Kirche am Oewerweg wurde 1960 gebaut. Die katholischen Kirchen im Bremer Osten haben sich Anfang 2007 zu der katholischen Pfarrgemeinde St. Raphael zusammengeschlossen.

#### Weitere Entwicklungen
Die neue Linie 1 der Bremer Straßenbahn wird 1967 zunächst bis Blockdiek, 1968 dann bis zur Endstelle Osterholz (heute Schweizer Eck) auf eigener Trasse gebaut. Die Großwohnsiedlung Tenever und der Weserpark wurden durch die Verlängerung von 2012 (bis Nußhorn) sowie von 2013 (bis Bahnhof Mahndorf) angebunden.
Im Osten von Osterholz entwickelte sich an der Hans-Bredow-Straße gegen Ende der 1960er Jahre ein Industriegebiet. Zu den ersten Ansiedlungen gehörten das Fernsehstudio von Radio Bremen (inzwischen ins Stephani-Quartier gezogen), ein Entwicklungs- und Fertigungsbetrieb von Philips (heute steht dort ein Baumarkt) und ein Logistikzentrum.
Ab den 1990er Jahren entstand ein Einkaufs- und Freizeitbereich mit u. a. dem Einkaufszentrum Weserpark mit rund 120.000 m² Gesamtflächen und 66.000 m² Mietflächen. Ende Oktober 2014 eröffnete der um 12.500 m² vergrößerte Weserpark einen Erweiterungsbau.
Für die geplante Ansiedelung eines weiteren Möbel- und Einrichtungsgroßmarktes auf dem ehemaligen Radio-Bremen Gelände wurde die Hans-Bredow-Straße bis Herbst 2008 weiter ausgebaut.

### Einwohnerentwicklung
- 1812 lebten in Osterholz 443 Einwohner.
- 1862 stieg die Einwohnerzahl auf 1410 Bürger, die vorwiegend noch landwirtschaftlich tätig waren.
- 1900 belief sich die Einwohnerzahl auf 1719 von denen ein Drittel von der Landwirtschaft lebten.
- 1925 wohnten 4300 Personen in Osterholz, rund 500 arbeiteten in der Landwirtschaft
- 1950 gab es knapp 10.000 Einwohner[18].
- 1965 gab es rund 25.000 Einwohner[18].
- 1968 gab es über 30.000 Einwohner[18].
- 1979 gab es 43.365 Einwohner (Höchststand)
- 2007 wohnten im Stadtteil rund 37.500 Einwohner in 17.600 Haushalten, davon 7100 in Blockdiek, 3300 im Ellender Feld, 5100 im Ortsteil Osterholz, 12.000 in Ellenerbrok-Schevemoor und 10.000 in Tenever. Der Ausländeranteil beläuft sich auf 16 %.

In Tenever lebten 1812 nur 97 Einwohner, 1974 waren es 4296 und 1995 waren es 13.565 Einwohner.
In Ellen bzw. ab 1974 im Ellener Feld lebten 1812 67 Einwohner, 1885 waren es schon 682, 1974 dann 1891 und 1995 schließlich 3348 Einwohner.

Im Ellenerbrok-Schevemoor gab es 1974 schon 7320 und 1995 schließlich 12.132 Einwohner.

In Ellen/Schevemoor wurden 1999 in den beiden Teilen 16.702 Einwohner registriert.

## Politik und Verwaltung

### Beirat
Der Beirat Osterholz tagt regelmäßig und in der Regel öffentlich im Ortsamt oder in anderen Einrichtungen wie z. B. Schulen. Der Beirat setzt sich aus den auf Stadtteilebene gewählten Vertretern der politischen Parteien oder Einzelkandidaten zusammen. Die Beiratswahlen finden alle vier Jahre statt, zeitgleich mit den Wahlen zur Bremischen Bürgerschaft. Der Beirat diskutiert über alle Belange des Stadtteils, die von öffentlichem Interesse sind, und fasst hierzu Beschlüsse, die an die Verwaltung, die Landesregierung und die Stadtbürgerschaft weitergeleitet werden. Für seine Arbeit bildet er Fachausschüsse. Dem Beirat stehen für stadtteilbezogene Maßnahmen eigene Haushaltsmittel zur Verfügung.

### Ortsamt
Das Ortsamt Osterholz ist seit 1946 eine örtliche Verwaltungsbehörde. Es unterstützt den Beirat bei seiner politischen Arbeit. Es soll bei allen örtlichen Aufgaben, die von öffentlichen Interesse sind, mitwirken. Es wird von einem vom Beirat vorgeschlagenen und vom Senat bestätigten Ortsamtsleiter geführt. Ortsamtsleiter ist Ulrich Schlüter.

## Kultur und Sehenswürdigkeiten

### Bauwerke
- Altenheim Egestorff-Stiftung von 1909 bis 1912 nach Plänen von Werner Heyberger in Tenever, Erweiterungsbau von 1978/80, Architekt: Hans Budde[19]
- Bauernhaus Osterholzer Dorfstraße 29, Hallenhaus von um 1816
- Ev. Melanchthon-Kirche von 1968, Osterholzer Heerstraße 124, Architekt: Heinz Lehnhoff[20]
- Ev. Kirche Ellener Brok, Graubünder Straße 12, von 1969, Architekt: Hermann Brede[21], 2017 abgerissen.
- Ev. Gemeindezentrum Blockdiek von 1971, Günther-Hafemann-Straße 44, Architekt: Otto Andersen aus Hamburg.[22]
- Ev. Gemeindezentrum Tenever von 1976 von Architekt Carsten Schröck[23]
- Katholische St. Thomas-von-Aquin-Kirche, Grenzwehr 61, entstand 1986 nach Plänen von Walter Flügger und Gerd Schleuter.[24]
- Umstrittenes Demonstrativbauvorhaben Osterholz – Tenever der Nordwestdeutschen Siedlungsgesellschaft (NWDS) und der Neuen Heimat von 1968 bis 1976 entwickelte die Arbeitsgemeinschaft Tenever (Martin Zill, Nina Kessler und Gehrhard G. Dittrich (Nürnberg)). Statt der ursprünglich geplanten 4600 wurde 2600 Wohnungen gebaut in Hochhäusern bis zu 21 Geschossen. 1975 wurde das Projekt gestoppt. Von 2004 bis 2007 erfolgte der Rückbau vieler Wohnungen und Teile der oberen Fußgängerebene.[25]
- Siedlung Blockdiek für rund 10.000 Einwohner von 1965 bis 1970 mit Wohnhäusern von Architekt Roland Birnstein (Bremen)[26]
- Neungeschossiges Klinikum Bremen-Ost von 1973 bis 1977, Züricher Straße 40, Architekten: Rudolf Schanty und Partner (Bremen) gebaut.[27]

### Denkmale, Kunst
- Blockdieker Gespräche (1977 bzw. 1982) Sandsteinskulptur und Bronzeplastik am Aufgang zur Fußgängerbrücke Mülheimer Straße,
- Froschkönig (1984) von Holger Voigts am Marktplatz Osterholz-Tenever in der Ludwigshafener Straße,
- Kuh und Kälbchen (2003) von Eberhard Szejstecki zur Gründungsgeschichte der Kuhkampsiedlung, Am großen Kuhkamp,
- Mülheimer Strauß (1999) von Maren Koll in Blockdiek, Günther-Hafemann-Straße
- Tod, Solidarität mit den Trauernden, Überwindung der Trauer (1977) von Siegfried Neuenhausen vor dem Osterholzer Friedhof an der Ludwig-Roselius-Allee.

### Grünanlagen
- Der Osterholzer Friedhof an der Osterholzer Heerstraße 32/34 wurde von 1910 bis 1925 errichtet.
- Der Landschaftsgarten vom Altenheim Egestorff-Stiftung wurde ab 1840 errichtet; die Skulpturen sind aus dem 18–20. Jh.
- Die Osterholzer Feldmark ist eine rund 250 Hektar große landwirtschaftlich genutzte Fläche. Hier stehen eine Reihe von Niedersachsenhöfen aus dem 18. und 19. Jahrhundert, unter anderem der Schimmelhof der gleichnamigen Reitgemeinschaft mit einem Gasthof.

### Kultur

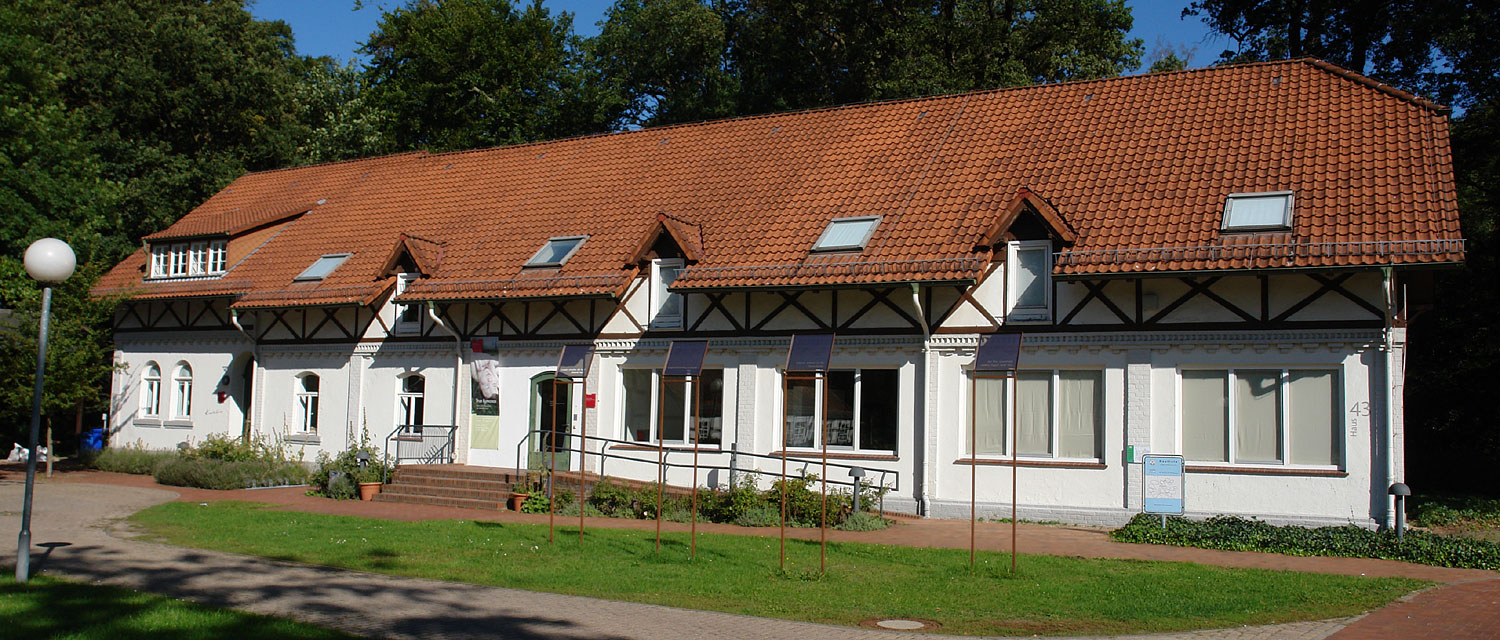
Krankenhausmuseum, ehem. Gutshof und Stall – Haus 40

- Deutsche Kammerphilharmonie Bremen und  Gesamtschule Bremen-Ost an der Walliser Straße veranstalten seit 2007 die gemeinsame Zukunftswerkstatt mit Projekten aus Musik, Kunst und Theater.
- Kulturensemble von KulturAmbulanz am Klinikum Bremen-Ost mit einer Galerie im Park, Krankenhausmuseum sowie Sonderausstellungen und Veranstaltungen. Im Haus im Park finden regelmäßig klassische und moderne Konzertreihen statt sowie Theatervorstellungen der Hochschule für Künste Bremen.
- Ellener Dorffest seit 2008

## Öffentliche Einrichtungen

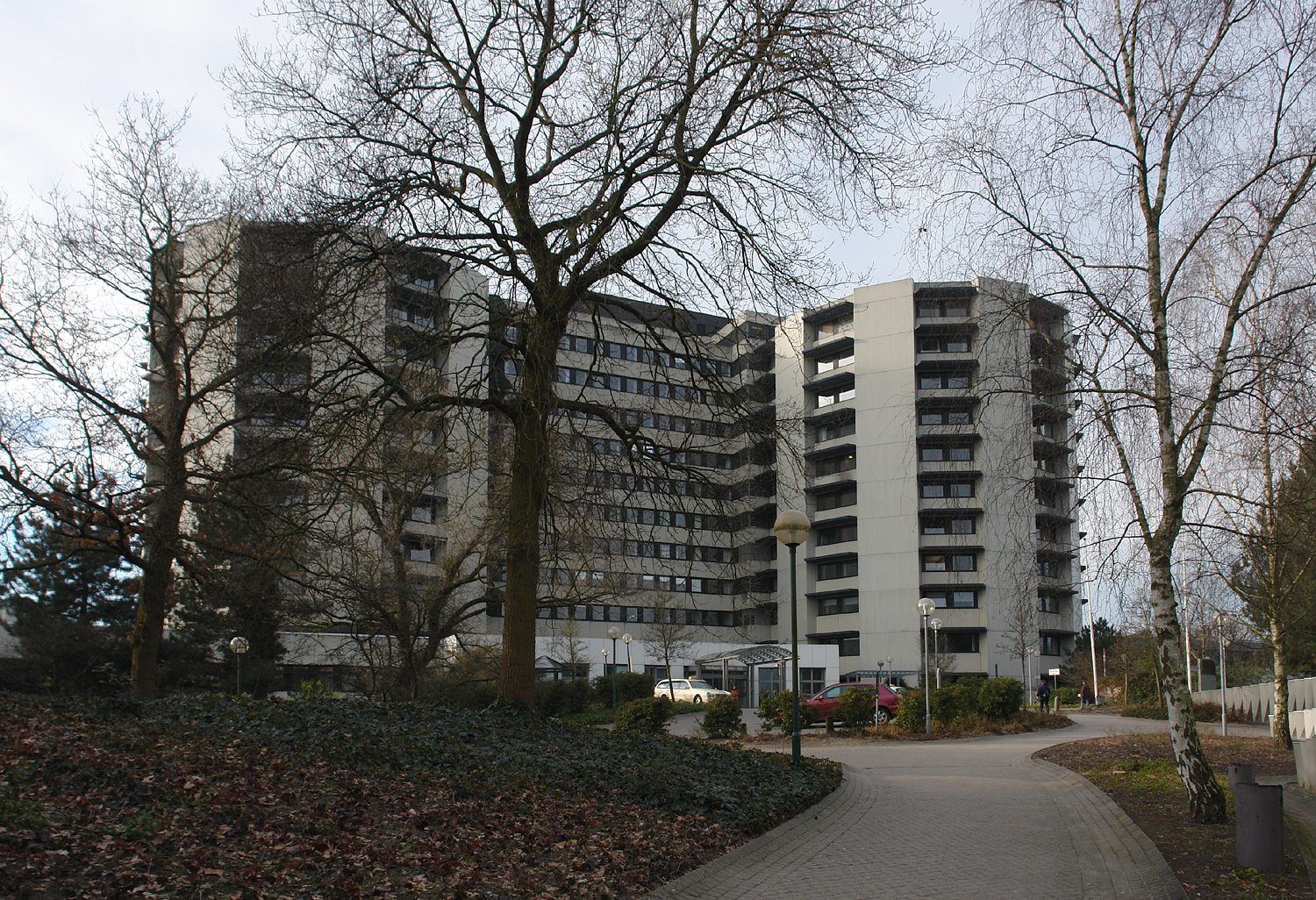
Klinikum Bremen-Ost an der Züricher-Straße

### Allgemein
- Ortsamt, Osterholzer Heerstraße 100. Vor dem Ortsamt steht der Kleine Roland aus Bronze als Symbol für Freiheit und Bürgerrecht. Vorbild für Statuette war der Kleine Roland auf dem Neuen Markt in der Neustadt.
- Polizeirevier Osterholz, Osterholzer Heerstraße 100
  - Polizeistation Weser-Park, Hans-Bredow-Straße 16
  - Polizeistation Tenever, Otto-Brenner-Allee 44
- Freiwillige Feuerwehr Bremen Osterholz, Osterholzer Möhlendamm 21
- Klinikum Bremen-Ost, Krankenhaus der Schwerpunktversorgung mit um die 1170 Betten und rund 2100 Beschäftigten

### Schulen

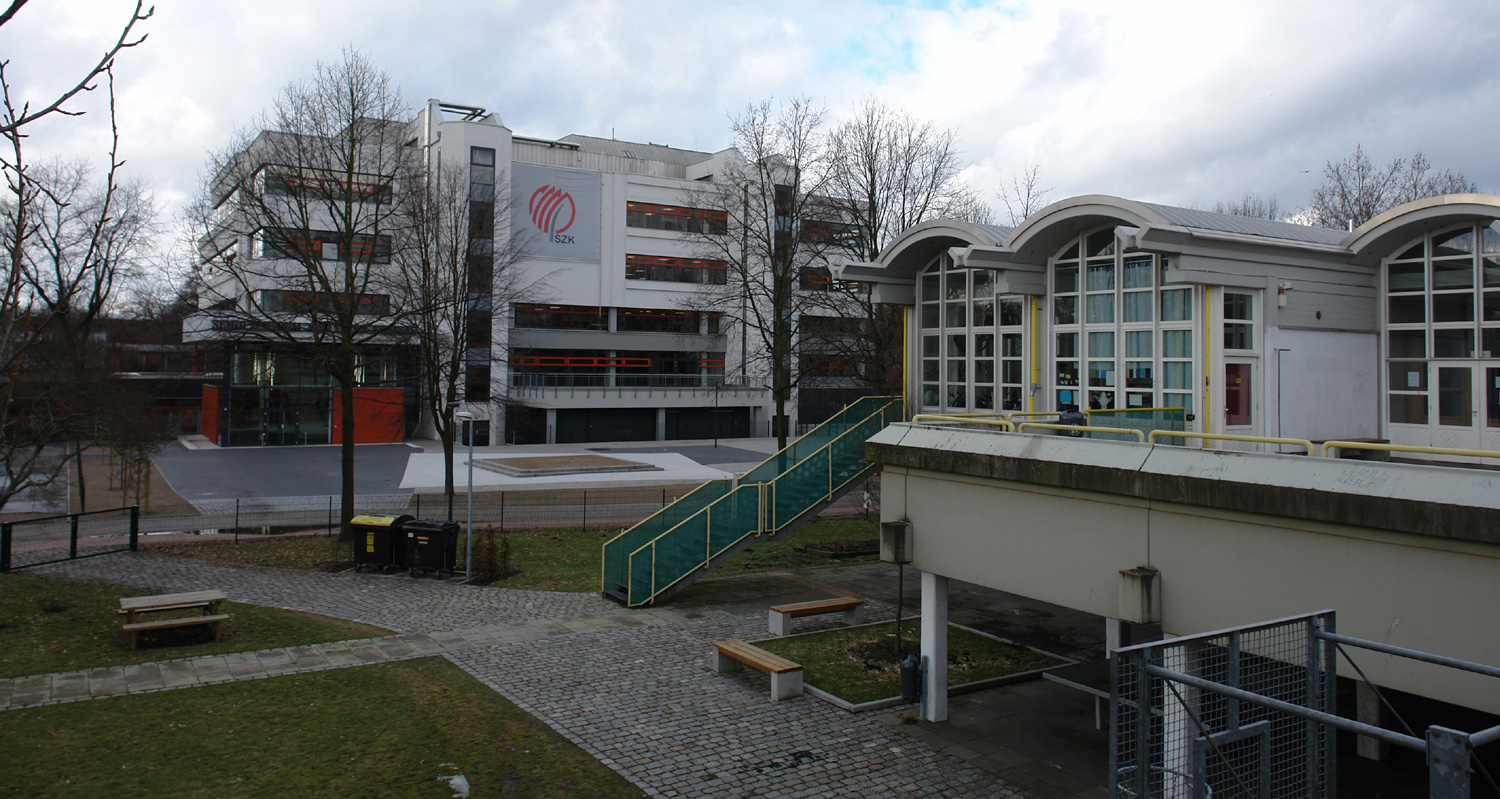
Schulzentrum Koblenzer Straße und Kinderhort St.-Petri (rechts)

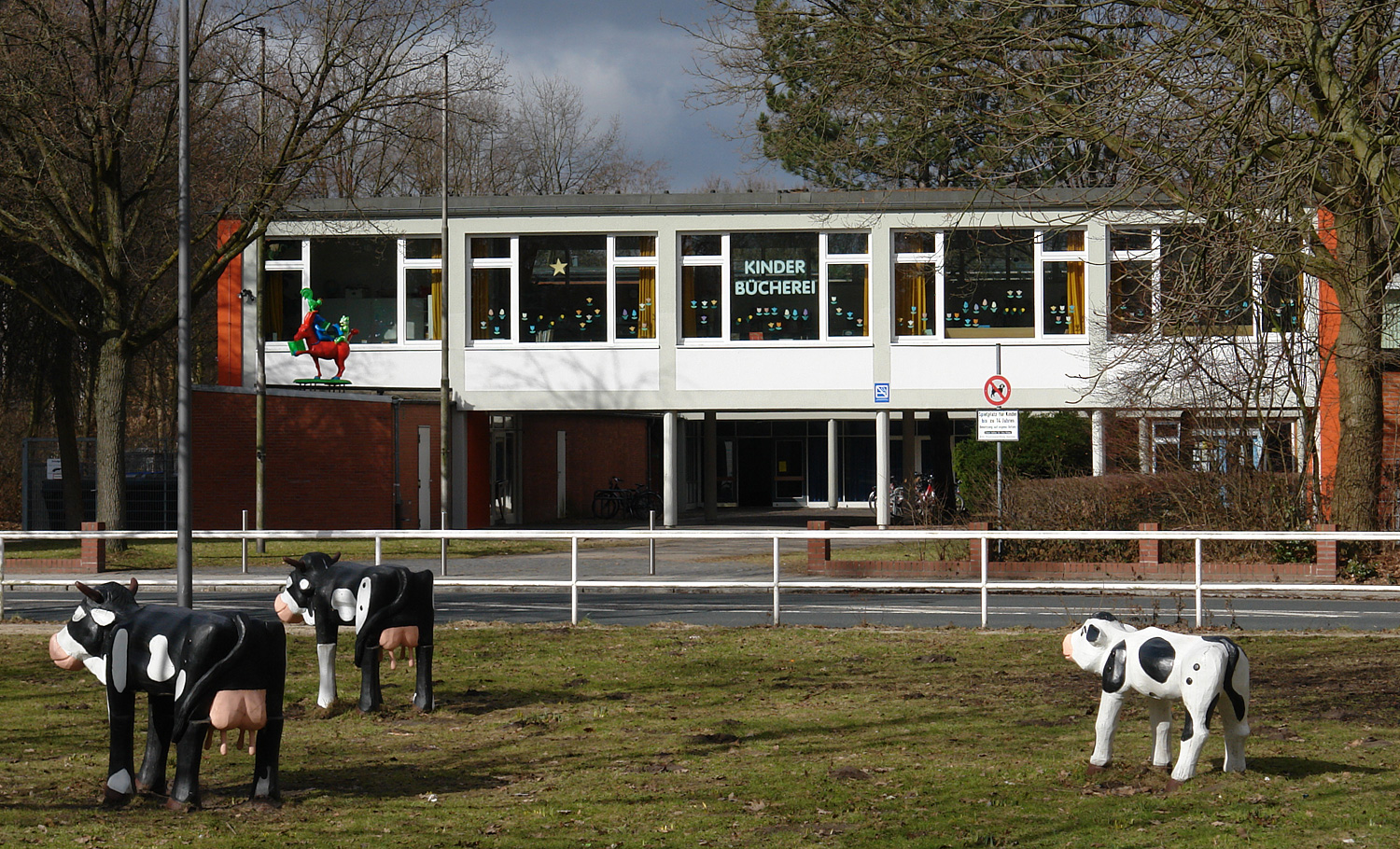
Grundschule Blockdiek an der Düsseldorfer Straße

- Schule an der Züricher Straße 40 in Ellenerbrok-Schevemoor, Förderzentrum und eine Krankenhausschule
- Schule am Ellenerbrokweg 28 in Ellenerbrok-Schevemoor, Grundschule und Förderzentrum
- Grundschule an der Uphuser Straße 9 im Ellener Feld,  von 1969
- Grund- und Ganztagsschule an der Andernacher Straße 6 in Tenever
- Grundschule am Pfälzer Weg', Koblenzer Straße 10 in Tenever
- Schule an der Düsseldorfer Straße 2 in Blockdiek  Grundschule von 1967
- Grundschule Osterholz, Osterholzer Heerstraße 160 in Ellenerbrok-Schevemoor,  von 1852, 1914 und von nach 1990
- Oberschule an der Koblenzer Straße 15, Ganztagsschule der Sekundarstufe I in Tenever von 1974 erbaut
- Helmut Schmidt Schule, Schulzentrum an der Walliser Straße, (Gymnasiale Oberstufe – Sek. II, Berufliche Schulen für Wirtschaft und Verwaltung), Walliser Straße 125
- Nach einer Schulfusion von 2005 entstand die Albert-Einstein-Oberschule, Ellener Feld, Kolk 2, als Ganztagsschule im Sekundarbereich I mit rund 630 Schülern,
  - aus dem ehemaligen Schulzentrum an der Graubündener Straße, Graubündener Straße 4, 1964 erbaut
  - und aus dem ehemaligen Schulzentrum Im Ellener Feld Kolk 2, 1956 von Huber Behérycz geplant.[28]
- Gesamtschule Bremen-Ost von 1972 an der Walliser Straße 125 (GSO), Oberschule der Sekundarstufe I mit Gymnasialer Oberstufe als Ganztagsschule mit 1350 Schülern
- Pflegekompetenzzentrum Züricher Straße 40 vom Klinikum Bremen-Ost
- Freie Waldorfschule Bremen-Osterholz, Graubündener Straße 4, Privatschule mit rund 400 Schülern[29]

### Soziales
- Ca. 15 Kindergärten

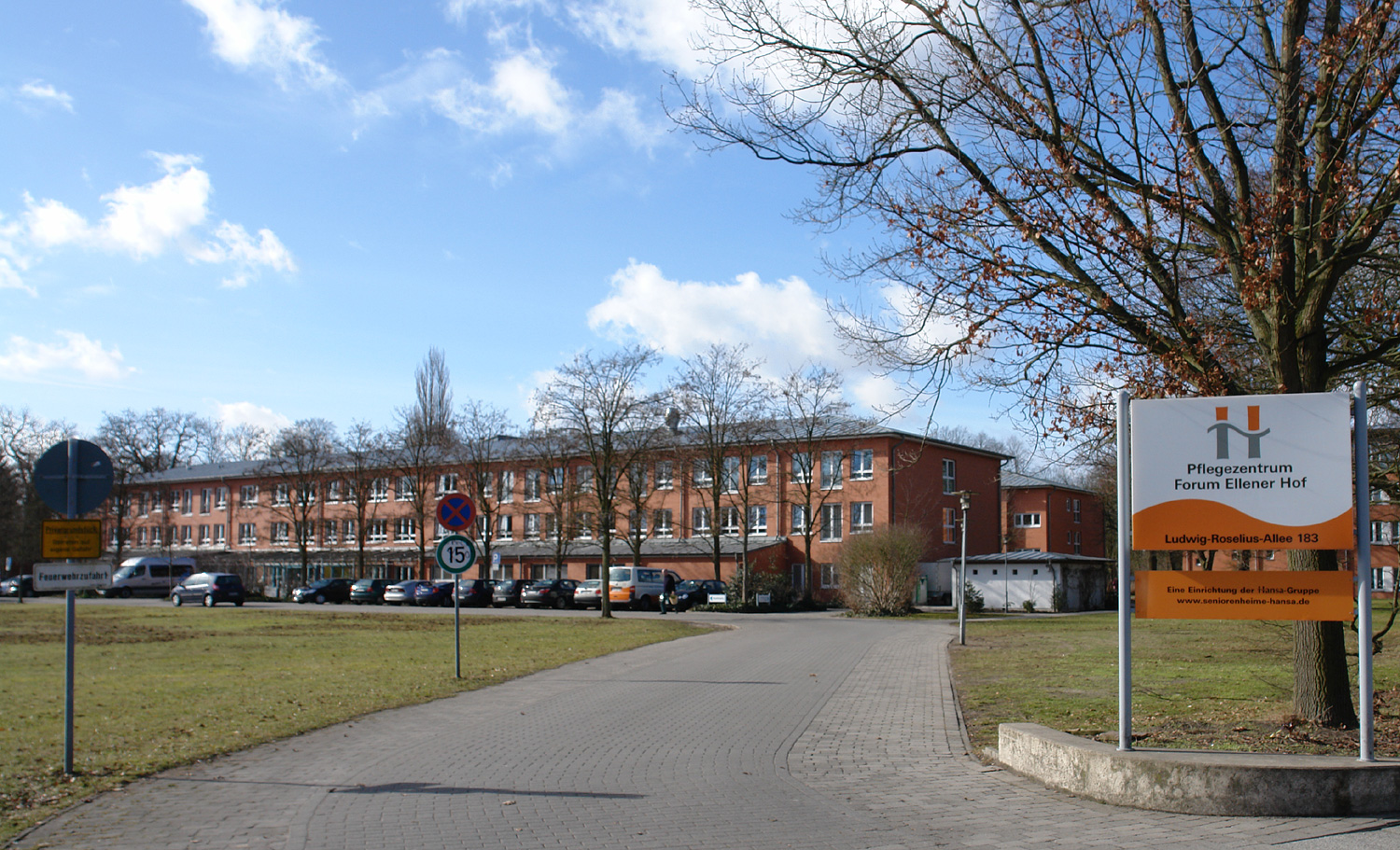
Forum Ellener Hof an der Ludwig-Roselius-Allee

- Mütterzentrum Osterholz Tenever, Neuwieder Straße 17
- Mütterzentrum Blockdiek, Kölner Straße 2
- Kulturtreff, Max-Säume-Straße
- Alkoholfreies Jugendcafé Tenever, Walliser Straße 125
- Stiftung Sankt Petri Waisenhaus, Sudwalder Straße 3
- AWO – Dienstleistungszentrum Osterholz, Otto-Brenner-Allee 46
- Dienstleistungszentrum Tenever, Ludwigshafener Straße 2
- Forum Ellener Hof, Ludwig-Roselius-Allee 183, ist eine Altentagesstätte und ein Altenheim
- Nachbarschaftstreff Am Siek 43
- Nachbarschaftstreff Blockdiek, Mülheimer Straße 1–3
- Haus am Siek Pflegeheim für Senioren, Am Siek 33
- Stiftungsdorf Osterholz der Bremer Heimstiftung, Ellener Dorfstr. 3
- Stadtteilhaus Blockdiek der Bremer Heimstiftung, Mülheimer Straße 1–3
- Stadtteilhaus OTe der Bremer Heimstiftung, Ludwigshafener Str. 6
- Egestorff-Stiftung-Altenheim, Stiftungsweg 2
- Haus der Blinden, Senioren- und Pflegeheim, Am Hahnenkamp 6 C
- Tagesförderstätte für Menschen mit geistiger und mehrfacher Behinderung (ASB), Elisabeth-Selbert-Straße 4
- Landesgeschäftsstelle des Malteser Hilfsdienst, sowie Bezirksgeschäftsstelle der Malteser Hilfsdienst gemeinnützigen GmbH, Am Hallacker 125
- Gesundheitsberatung, Gesprächskreise etc.

### Kirchen

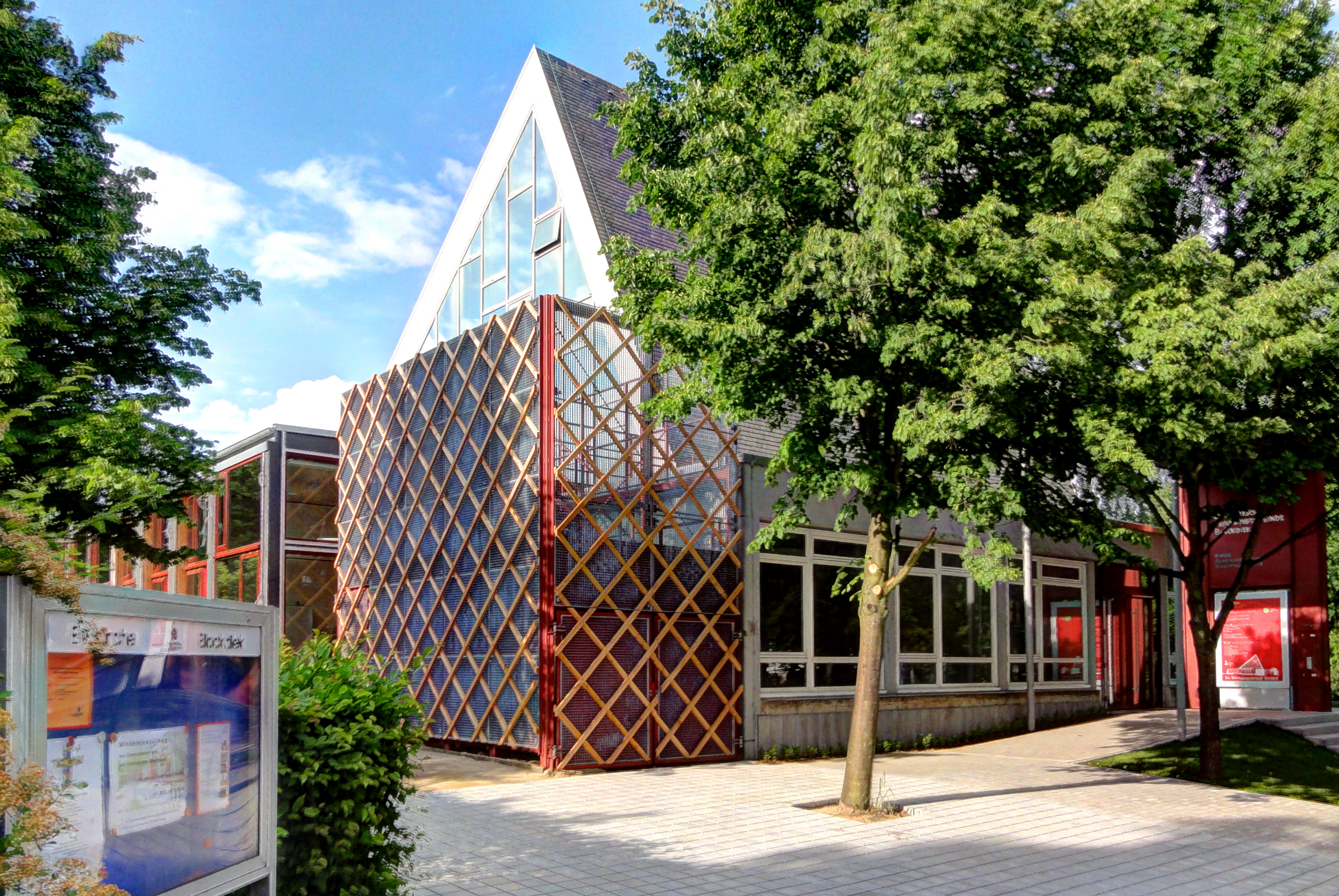
Ev. Trinitatisgemeinde, Gemeindezentrum Blockdiek nach dem Umbau (2012)

- Ev. Trinitatisgemeinde Bremen mit den Kirchen, Kitas und Gemeindezentren in
  - Bremen-Blockdiek, Günther-Hafemann-Straße 44[30]
  - Bremen-Tenever, St.-Gotthard-Str. 140
- Ev. Kirchengemeinde Melanchthon in Bremen-Osterholz, Osterholzer Heerstraße 124
- Katholische Pfarrgemeinde St. Raphael mit den Kirchen in Bremen-Osterholz[31]
  - Sankt Thomas, Bremen-Blockdiek, Grenzwehr 61,
  - St.-Antonius, Bremen-Osterholz, Oewerweg 40/42, von 1960, Architekt: Ostermann (Münster), 1975 umgebaut, Architekt: B. Wessels
  - sowie vier weiteren Kirchen in Arbergen, Hemelingen und der Vahr

### Sport
Anlagen
- Bezirkssportanlage Blockdiek mit der Heinz Thiele-Halle, Mülheimer Straße 5
- Bezirkssportanlage in Osterholz-Tenever, Walliser Straße 117–121
- Hallenbad OTeBAD in Tenever, Koblenzer Straße 3

Vereine
- Ataspor Sport & Kulturverein, Lausanner Straße 4
- Bremer Damenturnverein, Everinghauser Weg 42
- Bremer Tauchsportclub Sterntaucher, Heiligenbergstraße 26
- Freie Schützenverein Bremen, Kölner Straße 6
- Karate Dojo Shogai, Kölner Straße 13
- Reitgemeinschaft Schimmelhof, Osterholzer Dorfstraße 95
- Reitverein Weser, Walter-Geerdes-Straße 4
- TSV Osterholz-Tenever, kurz OT Bremen, Walliser Straße 119

## Wirtschaft und Verkehr

### Wirtschaft
Osterholz ist ein Wohnstandort. Größere Gewerbegebiete sind
- das Gewerbegebiet Bremer Kreuz, erreichbar über die Autobahn A 1, Abfahrt Uphusen/HB-Mahndorf und die Autobahn A 27, Abfahrt HB-Sebaldsbrück,
- das Gewerbegebiet an der Hans-Bredow-Straße erreichbar über die Autobahn A 27, Abfahrt HB-Sebaldsbrück mit dem Einkaufszentrum Weserpark und einigen Einkaufsstätten und Freizeiteinrichtungen.

Wochenmärkte bestehen in den Ortsteilen Blockdiek (Max-Säume-Straße) und Osterholz-Tenever (Walliser Straße).

### Verkehr

#### ÖPNV
Folgende Straßenbahn- und Buslinien der Bremer Straßenbahn AG (BSAG) verkehren in Osterholz:
- Straßenbahnlinie 1: Huchting – Neustadt – Mitte – Schwachhausen – Vahr – Osterholz – Weserpark – Bahnhof Mahndorf (In der Gegenrichtung auf der Strecke Tenever-Zentrum – Osterholz – Vahr – Schwachhausen verstärkt durch Linie 1S)
- Buslinie 21: Universität – Horn – Vahr – Sebaldsbrück (Mercedes-Benz) – Blockdiek
- Buslinie 25: Weidedamm-Süd – Mitte – Gartenstadt Vahr – Osterholz
- Buslinie 33/34: Sebaldsbrück – Osterholzer Landstraße – Oberneuland – Horn
- Buslinie 37: Sebaldsbrück – Osterholz – Bahnhof Mahndorf
- Buslinie 38: Weserpark-Süd – Uphusen, In den Ellern – Bahnhof Mahndorf (dort weiter als Linie 40, 41/41S oder 44)
- Buslinie 39: Weserpark-Süd – Bahnhof Mahndorf (dort weiter als Linie 40 oder 41)
- Nachtlinie N1 (Straßenbahn): Huchting – Neustadt – Mitte – Schwachhausen – Vahr – Osterholz – Weserpark – Bahnhof Mahndorf
- Nachtlinie N3 (Bus): Rablinghausen – Neustadt – Mitte – Universität – Horn – Oberneuland – Osterholz – Bahnhof Mahndorf

#### Straßen
Osterholz kann erreicht werden
- über die Autobahn A 27, Abfahrten HB-Sebaldsbrück und HB-Vahr,
- über die Autobahn A 1, Abfahrt Uphusen/HB-Mahndorf,
- von Mahndorf über die Thalenhorststraße – Hans-Bredow-Straße,
- von Hemelingen über die Sebaldsbrücker Heerstraße – Osterholzer Heerstraße,
- von Oberneuland über die Rockwinkler Landstraße,
- von der Vahr über die Ludwig-Roselius-Allee.

Die innerörtlichen Haupterschließungsstraßen sind die Osterholzer Heerstraße, Osterholzer Landstraße / Rockwinkler Landstraße, Hans-Bredow-Straße, Ludwig-Roselius-Allee und Otto-Brenner-Allee.

#### Rad- und Wanderwege
Zahlreiche Wege führen u. a. zum Bultensee/Behlingsee/Königsmoor, über den Hodenberger Deich zur Wümme, dem Wümme-Radweg und nach Ottersberg sowie zum Achterdieksee über den Heinrich-Baden-Weg.

### Straßennamen und ihre Bedeutung
In Osterholz gibt es viele Straßennamen, die sich auf die ländliche Entwicklung des Ortsteils, die anliegenden Felder oder die geographische Situation beziehen.
Bezug auf bäuerliche und geschichtliche Herkunft:
- Die Flurnamen wie Ackerweg, Am Großen Kuhkamp (Kuhwiese), Am Hahnekamp, Am Hallacker (Acker am hellen Wasser), Am Hilgeskamp (Heiliger Kamp des Deutschen Ordens), Am Knick (Wallhecke|Geländeknick), Auf der Horst (höher gelegenes Buschgelände), Auf der Schevemoorer Heide, Bauleuteweg (Vollbauernsiedlung), Beim Rethpohl (Schilfrohrtümpel), Butenlake (äußerer Tümpel), Ellenerbrok-, Große Laake (Sumpf), Große Vieren, Im Ellener Feld, Kurzer Hilgeskamp, Nußhorn, Pfandstätte (Katasterbezeichnung), Rahdeland (Rodeland).
- Die Eigner- oder Hofnamen wie Am Hirtengarten, An der Kämenade (caminata = festes Haus), Beim Bohnenhof (Siedlungsart), Beim Plate-Buschhof, Ehlersdamm (Familie Ehlers), Engelkenweg (Gründer des Sanatoriums), Kämenadenweg (Bauernfamilie), Lachmundsdamm (Bauernfamilie), Stumpesweg (Familie Stumpe)
- Die Namen aus der lokalen Landschaftsgeographie wie Alte Wede (Wede = Wald), Am Osterholzer Deich, Am Siek (Sik = Niederung), Grenzwehr (Stauwerk am Grenzgraben), Oewerweg (Uferweg), Poggenburg (Poggen = Frösche also Sumpfland), Schevemoorer Landstraße (das schiefe Moor), Schömoor (wie Schevemoor), Teneverstraße (am Ufer).
- Auf Grund der Straßenbedeutung, Orte oder Gebäude beziehen sich auf Straßennamen wie Ellener Dorfstraße, Footpatt (Fußweg), Im Alten Dorf (von Osterholz), Osterholzer Dorfstraße, Osterholzer Heerstraße (Heerstraße von 1812), Osterholzer Landstraße, Osterholzer Möhlendamm (Mühlendamm), Rockwinkler Landstraße, Schevemoorer Landstraße.

Benachbarte Ortschaften u. a. bei Verden wurden im Ellener Feld, im Ellener Brok aber auch in Osterholz zu Straßennamen:
Armsener- (bei Verden), Asendorfer- (bei Bruchhausen-Vilsen), Barmer Weg (bei Verden), Borsteler- (bei Achim), Eisseler- (bei Verden), Bückener- (bei Hoya), Etelser- (bei Verden), Everinghauser- (bei Sottrum), Eystruper- (bei Verden), Fuhse- (Nebenfluss der Aller), Heiligenberg- (bei Bruchhausen-Vilsen), Holtebütteler- (bei Langwedel (Weser)), Holtruper- (nördl. von Vechta), Homfelder- (bei Bruchhausen-Vilsen), Kirchlintelner- (bei Verden), Kükenmoor (bei Kirchlinteln), Laheiter- (bei Achim), Langwedeler- (bei Verden), Lindheimer- (bei Achim), Oyter- (bei Bremen), Posthauser- (bei Ottersberg), Quelkhorner- (bei Ottersberg), Schollener- (bei Bassum), Sudwalder- (bei Syke), Tüchtener- (bei Ottersberg), Uphuser- (bei Achim), Vilsener- (bei Diepholz), Völkerser- (bei Verden), Walseder- (Kreis Rotenburg), Weitzmühlener- (bei Verden), Wümminger Straße (bei Ottersberg).
Mit Städtenamen wurden zumeist die neuen Straßen der großen Wohnsiedlungen nach dem Zweiten Weltkrieg versehen:
- Nach Städten aus Nordrhein-Westfalen in Blockdiek:

Aachener-, Bocholter-, Bottroper-, Bonner-, Borkener-, Coesfelder-, Dürener-, Düsseldorfer-, Erkelenzer-, Euskirchener-, Gladbecker-, Gelderner-, Jülicher-, Klever-, Kölner-, Krefelder-, Leverkusener-, Lüdinghausener-, Mülheimer-, Neusser-, Oberhausener-, Recklinghausener-, Remscheider-, Siegburger-, Viersener-, Wuppertaler-Straße
- Nach Schweizer Orten und Kantone in Osterholz:

Arosaer-, Baseler-, Brienzer-, Davoser-, Engadiner-, Graubündener-, Grindelwalder-, Gotthard-, Interlaken-, Lausanner-, Luganer-, Luzerner-, Matterhorn-, Schaffhausener-, St. Gallener-, St. Moritz-, Solothurner-, Tessiner-, Walliser-, Winterthurer-, Zermatter-, Züricherstraße
- Nach Rheinland-Pfälzischen Orten in Osterholz-Tenever:

Andernacher-, Binger-, Dürkheimer-, Kaiserslauterner-, Koblenzer-, Kreuznacher-, Ludwigshafener-, Neuwieder-, Pirmasenser-, Pfälzer-, Wormser-Straße.
Personennamen als Straßennamen gibt es in Osterholz als:
Hans-Bredow-Straße (Elektroingenieur, Aufbau von Radio Bremen), Otto-Brenner-Allee (Gewerkschaftsvorsitzender der IG Metall), Gottfried-von-Cramm-Straße (Tennisspieler), Egestorffweg (Johann Heinrich Egestorff), Julius-Fauchert-Straße (Journalist, Wirtschaftspolitiker), Paul-Freye-Straße (Gartenbaudirektor), Walter-Geerdes-Straße (Intendant bei Radio Bremen), Günther-Hafemann-Straße (Architekt), Heinz-Kerneck-Straße (Intendant bei Radio Bremen), Pollsdamm (Bernhard Polls, Bürgermeister), Ludwig-Roselius-Allee (Kaufmann), Max-Säume-Straße (Architekt), Schmidt-Barrien-Weg (Schriftsteller), Elisabeth-Selbert-Straße (SPD-Politikerin)., Hannelore-Spies-Weg (CDU-Politikerin), Werner-Steenken-, Carl-Teichmann-Straße (Landarzt in Oberneuland).
Als Sonstige Straßennamen sind zu nennen:
- Benennung nach Vögeln: Kondorstraße, Stieglitz-, Stößer- (volkstümlich für Habicht, Falken), Weihenstraße.
- Sowie Neue Heimat (nach dem Siedlungsunternehmen), Soltend (Bezug auf den früheren Salzschmuggel) und Stiftungsweg (Egestorffstiftung).

## Persönlichkeiten
In alphabetischer Reihenfolge 
- Daniel von Büren der Ältere († 1541), Bremer Bürgermeister, Gutsbesitz in Osterholz
- Daniel von Büren, Ratsherr in Bremen, 1755 Bau seines Herrenhauses (später Egestorff-Stiftung)
- Johann Heinrich Egestorff (1859–1905), Unternehmer, Stifter der Egestorff-Stiftung (1905)
- Mustafa Güngör (* 1978), seit 2007 Bürgerschaftsabgeordneter (SPD) und seit 2019 Fraktionsvorsitzender
- Heinz Hinners (1912–1990), Ortsamtsleiter und Mitglied der Bremischen Bürgerschaft (SPD)
- Carl Philipp Kunhardt (1782–1854), Kaufmann, Offizier und Oberalter in Hamburg
- Konrad Kunick (1940–2021), von 1971 bis 1987 und von 1991 bis 1994 Bürgerschaftsabgeordneter (SPD), von 1985 bis 1987 Fraktionsvorsitzender, von 1987 bis 1991 Senator, von 1994 bis 2002 Mitglied im Deutschen Bundestag
- Berthold Lindemann (1929–2014), Hobbyhistoriker, Autor und Chronist von Osterholz
- Bernhard Polls (1891–1946), Landwirt und NSDAP-Bürgermeister von Osterholz (1933–1945)
- Hans Piesbergen (1891–1970), Verwaltungsjurist und Regierungspräsident der Hohenzollernschen Lande
- Lu Säuberlich (1911–1976), Schauspielerin und Synchronsprecherin
- Georg Schumacher, SPD – Politiker, Gemeindevorsteher bis 1933
- Hannelore Spies (1918–1986), Schulrätin und Mitglied der Bremer Bürgerschaft (CDU)
- Sabine Uhl (1945–2025), Sozialpädagogin, Politikerin (SPD), Senatorin der Freien Hansestadt Bremen, aufgewachsen in Osterholz
- Sebastian Hahn (* 1991), Komiker, Autor, Slam Poet, aufgewachsen in Osterholz
- Florian Wellbrock (* 1997), Schwimmsportler, Olympiasieger 2021 & Weltmeister 2019, aufgewachsen in Osterholz